# Atlántida Argentina
Die Atlántida Argentina ist eine zusammenhängende Kette von Badeorten an der argentinischen Atlantikküste, gelegen nahe der Mündung des Río de la Plata in der Provinz Buenos Aires. Sie liegen alle innerhalb der Gemeinde (Partido) Partido de la Costa.
Insgesamt hat das Gebiet 57.345 permanente Einwohner, daneben besuchen es pro Jahr etwa 500.000 Touristen. Nennenswerte Grünflächen nahe der Küste gibt es im gesamten Gebiet nur noch rund um das Kap San Antonio zwischen San Clemente de Tuyú und Las Toninas.
Folgende Orte liegen in der Region (von Nord nach Süd, Einwohnerzahlen nach Volkszählung 2001 durch den INDEC):
- San Clemente de Tuyú (11.174)
- Las Toninas (3.550)
- Santa Teresita (13.034)
- Mar del Tuyú/Costa del Este (6.916)
- Aguas Verdes/Costa Azul (459)
- La Lucila del Mar/Los Tamariscos (1.477)
- San Bernardo del Tuyú (6.966)
- Mar de Ajó/Nueva Atlantis (13.769)

Die Badeorte profitieren vor allem von der relativen Nähe (ca. 250 km) zur Landeshauptstadt Buenos Aires, von wo der überwiegende Teil der Badegäste kommt.
In einem weiteren Sinne wird die Bezeichnung Atlántida Argentina zusätzlich zum beschriebenen Gebiet auch für die wenige Kilometer entfernten Badeorte Pinamar (20.592 Einwohner), Villa Gesell (23.257 Einwohner) sowie Mar del Plata und seinen Vororten (541.733 Einwohner) und Miramar (24.517 Einwohner) verwendet, also für den insgesamt am dichtesten bebauten Teil der Atlantikküste. 
Allen Gebieten gemeinsam ist ein sehr hohes Bevölkerungswachstum und eine starke Bautätigkeit. Leerräume zwischen den verschiedenen Ortschaften werden rasch ausgefüllt sowie neue Ferienkolonien angelegt, was durch das Existieren einer durchgehenden Küstenstraße, der Ruta Provincial 11, favorisiert wird. 
Dieser Aufschwung in der Region wird begleitet von zunehmenden ökologischen Problemen; neben dem Landschaftsverbrauch kommt es vor allem zu einer teilweise starken Verschmutzung des Wassers. Eine Untersuchung wies bereits im Jahr 1994 in einigen Orten eine so starke Überschreitung der Grenzwerte für bakteriologische Belastung (v. a. durch Kloakenabwässer) des Wassers nach, dass eigentlich ein Badeverbot hätte ausgesprochen werden müssen (Quelle: Revista Nueva).